# Йован Наумович
Йован Наумович (на сръбски: Јован Наумовић или Jovan Naumović) е сръбски офицер, деец на сръбската въоръжена пропаганда в Македония в началото на XX век, армейски генерал от югославската армия.

## Биография
Роден е в току-що анексирания от Сърбия поморавски град Лесковац в 1879 година в семейството на Йован, военен доставчик. В 1897 година постъпва в 30 клас на ниската школа на Военната академия, а по-късно завършва с 15 клас и висшата школа на академията. Като млад подпоручик участва в Майския преврат против крал Александър Обренович в 1903 година. Включва се в сръбската четническа акция в Македония под псевдонима Войвода Осоговски.
Активен заговорник в Майския преврат в 1902 година.
На 30 септември 1907 година се завръща в армията като командир на 4-та чета от 1-ви батальон на 8-и пехотен полк. На 9 май 1911 година влиза в организацията „Черна ръка“, въведен от майор Велимир Вемич. В книгата си „С железния полк на княз Михаил в 1912 г.“ пише за настроението в Сърбия при избухването на Балканската война:
| „ | На лицата виждаш веселие, в очите четеш гордост... хора от Заплане, от Ябланица от върховете на Копаоник... оставили всичко: рало, коли, овце, говеда, овощки, кукуруз, и амуницията на гърба, няколко гроша и комат хляб, сбогом и хайде в командата. | “ |

След края на Междусъюзническата война на 2 септември 1913 г. е назначен за командир на 2-ри батальон на 2-ри пехотен полк от първи позив. В началото на Първата световна война през август 1914 година става командир на 2-ри батальон на Вардарския пехотен полк в състава на Браническия отряд. По време на войната става командир на 4-ти съкратен пехотен полк. От ноември 1915 година става командир на батальон в състава на 18-и пехотен полк от първи позив. На 18 март 1916 година е назначен за помощник, а скоро и за командир на 12-и полк. След края на Солунския процес срещу „Черна ръка“ в 1917 година е пенсиониран поради съмнение, че е участвал в заговора срещу княз Александър I Караджорджевич. На Корфу е признат за невинен за участие в заговора и по предложение на регента пише писмено искане за повторно постъпване в армията, което прави на 23 септември 1918 година. Излиза от войната като тежък инвалид.
След войната взима участие в Мисията за организация на армията в Словения. През 1919 г. участва в борбите за анексиране на Каринтия. На 29 април 1920 е назначен за помощник-командир на 40-и пехотен полк. От 20 ноември 1921 до 1927 г. е заместник-командир на 39-и и пехотен полк в Целе. В 1928 – 1929 г. е велик жупан на Скопската област и в щаба на командването на Трета армейска област. На 6 декември 1929 е назначен за командир на Адриатическата пехотна бригада. От 16 септември 1930 е изпълняващ длъжността командир на Потска дивизионна област. На 24 август 1935 става командир на жандармерията. На 15 септември 1938 е назначен за изпълняващ длъжността и по-късно командир на Пета армейска област до 12 септември 1940, когато е пенсиониран и минава в резерва.
Отново постъпва на активна служба на 27 март през 1941 година и е назначен за командир на Трета армейска област. След капитулацията на югославската армия е пленен. Докато е в плен е докладвано на германските власти, че поддържа освободителното движение и до края на войната е задържан във военна болница. Умира на 13 февруари 1945 г. в Белград.

## Чинове
| Чин                | Дата            |
| подпоручик         | 1899 г.         |
| поручик            | 1903 г.         |
| капитан            | 1907 г.         |
| бригаден генерал   | 1 април 1928    |
| дивизионен генерал | 9 януари 1933   |
| армейски генерал   | 1 декември 1939 |

## Награди
- Караджорджева звезда III и IV степен
- Орден на белия орел
- Орден на Югославската корона
- Орден на Свети Сава – два пъти.

## Фамилия
В 1907 година се жени за Лепосава, дъщеря на Димитрие Б. Груич, търговец от Белград. Има една дъщеря и трима сина. Дъщеря му Йелена се жени в 1932 година за артилерийския поручик Братислав Неделкович, по-късно полковник от ЮНА. По-големият му син Душан е поручик от конницата (59 клас), от 1944 – 1948 служи в Британската армия. Средният син Михайло е подпоручик от пехотата (66 клас), като в 1941 година успява да се спаси от плен. Най-младият син Милош е лекар имунолог и научен сътрудник в института Торлак. Кум на Наумович е градоначалникът на Белград Влада Илич.